# Oxalis gagneorum
Oxalis gagneorum ist eine Pflanzenart aus der Gattung Sauerklee (Oxalis) innerhalb der Familie der Sauerkleegewächse (Oxalidaceae). Sie ist ein Endemit der im südlichen Pazifik gelegenen Marquesas-Inseln.

## Beschreibung

### Erscheinungsbild und Blatt
Oxalis gagneorum wächst als kleiner Strauch und erreicht Wuchshöhen von 0,3 bis 1,2 Metern. Die glatte Borke ist dunkelbraun und bei jungen Trieben fein behaart. Kleine Zweige weisen auffällige behaarte oder kahle Blattbasen und Knospennarben auf und wirken dadurch knotig.
Die in Gruppen an den Stämmen und kleinen Zweigen angeordneten, dreizähligen Laubblätter sind in Blattstiel und Blattspreite gegliedert. Der 2 bis 4 Zentimeter lange, gerade Blattstiel und ist annähernd kahl oder mit feinen oder zottigen Haaren besetzt. Die dicht behaarte und harte Basis des Blattstiels ist verbreitert und bildet eine Furche an den Zweigen, welche auch noch erhalten bleibt, wenn die Blätter bereits abgefallen sind. Die dreiteilige, papierartige Blattspreite ist bei einer Länge von bis zu 3,5 Zentimetern sowie einer Breite von bis zu 2,6 Zentimetern länglich-elliptisch bis breit-verkehrt-eiförmig geformt. Die mit Ausnahme des Blattmittelnervs kahle Oberseite der Spreite ist grün und die spärlich bis dicht mit weißen oder braunen Haaren besetzte Unterseite ist glauk. Die Spreitenbasis ist breit keilförmig bis stumpf und die Spreitenspitze ist abgerundet oder etwas ausgerandet. Von jeder Seite des behaarten Mittelnervs zweigen fünf bis sieben Blattnerven ab und die Blattflächen sind fiedernervig. Es sind keine Nebenblätter vorhanden.

### Blütenstand und Blüte
Die seitenständigen, zymösen Blütenstände enthalten drei bis fünf Blüten und stehen an einem 0,5 bis 2,5 Zentimeter langen Blütenstandsstiel. Dieser ist schmal, zylindrisch geformt und spärlich behaart.
Der Blütenstand endet in einer Einzelblüte sowie in mehreren 0,5 bis 1 Zentimeter langen Blütenstandsachsen mit jeweils ein bis zwei gestielten Blüten. Die Tragblätter sind zottig bewimpert oder dicht behaart und bei einer Länge von 1,5 bis 3,5 Millimetern lanzettlich bis eiförmig-pfriemlich.
Die gestielten, zwittrigen Blüten sind radiärsymmetrisch und fünfzählig mit doppelter Blütenhülle. Die fünf membranartigen Kelchblätter sind bei einer Länge von 4 bis 6 Millimetern breit-lanzettlich bis eiförmig. Die Unterseite sowie die Ränder der Kelchblätter sind spärlich behaart. Die fünf, selten auch bis zu acht, gelben Kronblätter sind bei einer Länge von 1,2 bis 3,5 Zentimetern sowie einer Breite von 0,3 bis 0,5 Zentimetern annähernd verkehrt-eiförmig bis spatelförmig und unterteilen sich in einen Nagel und eine Platte. Der sehr dünne und zehn- bis zwölfnervige Nagel ist 0,5 bis 1 Zentimeter lang und zwischen 1,5 und 1 Millimeter breit. Die 1 bis 1,5 Zentimeter lange, fein bewimperte Platte ist breit elliptisch bis verkehrt-eiförmig mit stumpfem oberen Ende. Es sind zwei Kreise mit je fünf, an ihrer Basis verwachsenen Staubblättern vorhanden, wobei die längeren 1,4 bis 1,6 Zentimeter und die kürzeren 1,1 bis 1,4 Zentimeter lang sind. Die flachen Staubfäden sind an ihrer Basis leicht miteinander verwachsen. Die länglichen Staubbeutel sind bis zu 1 Millimeter groß und der Pollen ist bläulich gefärbt. Der kahle Griffel ist 0,15 bis 0,6 Zentimeter lang und hat fünf Verzweigungen. Der lanzettlich geformte Fruchtknoten ist etwa 0,8 Zentimeter groß.

### Früchte und Samen
Die breit-zylindrischen bis annähernd elliptischen, etwas behaarten Kapselfrüchte sind 0,9 bis 1,5 Zentimeter lang und 0,3 bis 0,4 Zentimeter dick. Zur Reife sind sie verdreht. Die Früchte sind fünffach gerippt, wobei die Rippen fein behaart sind. Die glänzend braunen, etwas runzeligen Samen sind bei einer Länge von 1,3 bis 1,4 Millimetern sowie einem Durchmesser von 0,8 bis 1,2 Millimetern eiförmig und etwas abgeflacht.

## Vorkommen
Das natürliche Verbreitungsgebiet von Oxalis gagneorum liegt auf den Marquesas-Inseln im südlichen Pazifik. Es umfasst dort die Inseln Eiao, Fatu Hiva, Hiva Oa, Nuku Hiva, Tahuata sowie Ua Huka.

## Systematik
Die Erstbeschreibung von Oxalis gagneorum erfolgte 1981 durch Francis Raymond Fosberg und Marie-Hélène Sachet in Smithsonian Contributions to Botany, Nummer 47, Seiten 4 bis 5.